# Bataille d'Umm Qasr
Guerre d'Irak
La bataille d'Umm Qasr est le premier affrontement militaire de l'opération libération de l'Irak, ayant eu lieu du 21 mars au 25 mars 2003 entre les forces de la Coalition et l'armée irakienne.

## Contexte historique
Le 19 mars 2003 à 21h37 soit quelques heures après la fin de l'ultimatum de 48h du président américain George W. Bush qui demandait au président irakien Saddam Hussein ainsi qu'à ses fils Oudaï et Qusay de quitter l'Irak, les États-Unis ont lancé des missiles sur Bagdad. L'Irak a répliqué en envoyant, à partir de vedette rapide de fabrication soviétique, dissimulée sur le littoral, un total 5 missiles « antinavire » chinois CSSC-3 Seersucker, volant au ras des vagues dont aucun n'a pu être intercepté mais dont le système de guidage est inopérant sur un objectif terrestre, tirées sur le Koweït, qui n'ont fait ni victimes ni dégâts.
Le premier est toutefois tombé tout près du QG de la 1re force expéditionnaire des Marines et une vingtaine de missiles balistiques Ababil-100 et Al-Samoud-2 sont interceptés pour la majorité par les missiles Patriot.
L'un des premiers objectifs de l'opération est alors de capturer le port de Umm Qasr.

## Déroulement de la bataille

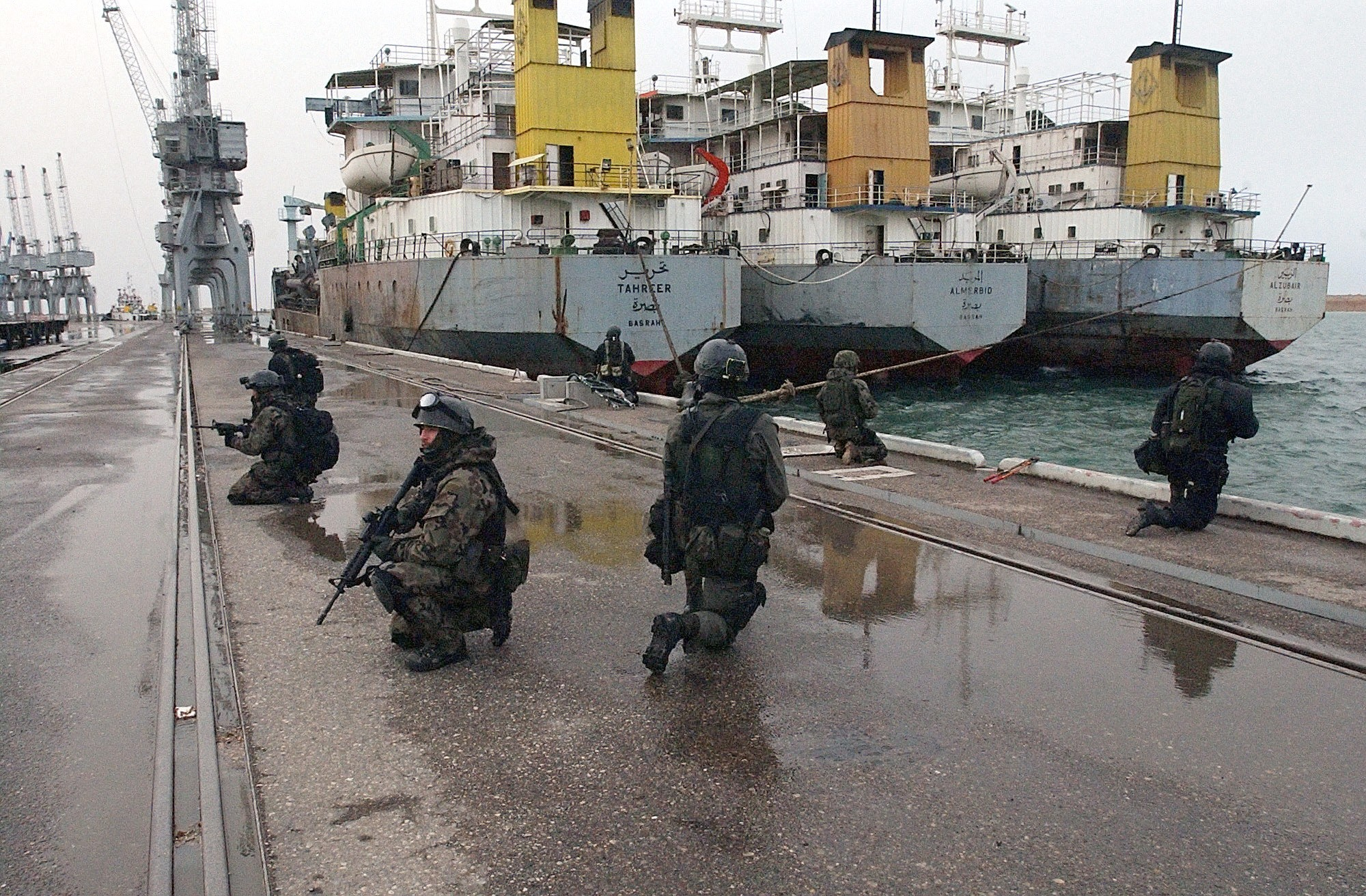
Membres du GROM polonais sécurisant le port d'Umm Qasr (28 mars 2003).

Le 21 mars, les forces de la Coalition sont débarquées sur le port d'Umm Qasr à l'aide de véhicules amphibies. D'importants combats ont alors lieu avec les Irakiens pour le contrôle de la vieille ville, ces derniers offrant une résistance farouche à l'envahisseur. L'assaut sur la ville a été mené par la 3e brigade de Commando (Royal Marines), appuyées par la 15e unité expéditionnaire de Marines (États-Unis) et par les forces spéciales polonaises du GROM. Il faudra plusieurs jours avant que les forces irakiennes ne soient défaites après des combats féroces et acharnés .
Le port est déclaré sécurisé et est rouvert le 25 mars, après que les Royal Marines aient pris le contrôle de ce dernier et mené des raids dans la vieille ville. Plusieurs dragueurs de mines, dont le HMS Bangor aidés par des plongeurs de la US Navy et des hélicoptères MH-53E, sont alors envoyés par la suite afin de déminer le port.